# Коллениус, Эскил
Эскил Коллениус (швед. Eskil Collenius; род. XVIII век) — финский архитектор, в основном занимавшийся строительством церквей. Родился в Сортавале, построил несколько деревянных крестовых церквей в Восточной Финляндии как православных, так и лютеранских. Из его довольно обширного наследия в первоначальном виде сохранилась только крестовая церковь в Ристийне.

## Церкви
- 1739—1740 Церковь Сортавалы

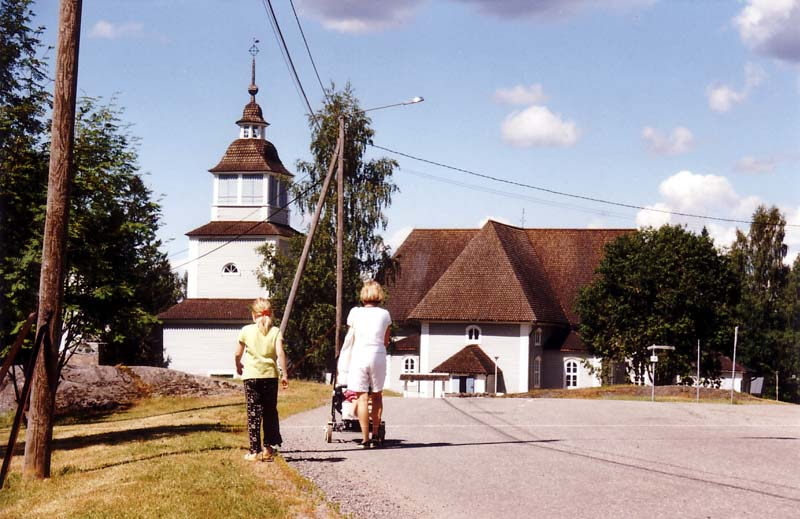
Церковь Ристийна, 1999

- 1751 Церковь Тохмаярви (современный вид после реконструкции 1910)
- 1754 Церковь Яаккима
- 1754 Церковь Тайпалсаари (современный вид после реконструкции 1846—1847)
- 1758 Церковь Йоутсено[2]
- 1767 Церковь Антреа
- 1775 Церковь Ристийна
- 1778 Колокольня церкви Виролахти (разрушена после пожара 1957)
- 1779 Кирха Святого Иоанна (Севастьяново) (разрушена после пожара 1932)
- 1783 Третья церковь в Сяэминге (снесена в 1882)[3]